# Boraks rodzimy

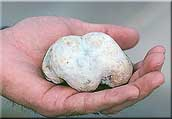
Boraks naturalny

Boraks rodzimy (tinkal) – minerał z gromady boranów, zbudowany głównie z uwodnionego boranu sodu.
Najczęściej tworzy skupienia ziemiste, zbite i naskorupienia. Kryształy mają pokrój tabliczkowy, słupkowy – czasami widać wyraźne pionowe prążkowanie. Jest kruchy, przezroczysty, charakteryzuje się słodkawo-cierpkim smakiem, jest rozpuszczalny w wodzie. Na powietrzu mętnieje, traci wodę i przechodzi stopniowo w tynkalkonit [Na2(B4O5(OH) 4 x 3 H2O)], który otacza go coraz to grubszą warstwą i niszczy kryształy.

## Występowanie
Występuje wyłącznie w skałach osadowych. Krystalizuje z wód słonych jezior boranowych jako produkt ich odparowania. Tworzy się w klimacie pustynnym (gorącym i suchym). Współwystępuje z halitem, natronem = sodą rodzimą, uleksytem.
Miejsca występowania:
Stany Zjednoczone (Boron, Searles Lake, Clear Lake w Kalifornii, także Dolina Śmierci), Tybet (okolice Lhasy, rejon jezior Lob-nor i Nam Co), Kaszmir, Włochy (w fumarolach w Larderello), Chile (na pustyni Atacama), Kazachstan, Iran.

## Zastosowanie
- w kolekcjonerstwie
- w ceramice (szkliwo borowo-węglanowe)
- w farbiarstwie (zaprawa)
- w garbarstwie
- w kosmetyce
- w lecznictwie (np. przeciw kandydozie)
- jako surowiec do otrzymywania innych związków boru
- w przemyśle szklarskim
- jako topnik do lutowania, spawania i kucia metali (zwłaszcza żelaza i stali)
- ze względu na dużą zawartość boru i łatwość otrzymania jest używany jako składnik osłon przeciwko promieniowaniu neutronowemu (bor ma duży przekrój czynny na pochłanianie neutronów)
- w analizie chemicznej stosuje się go do otrzymywania pereł boranowych, zbudowanych z metaboranu sodowego (NaBO2), które umożliwiają szybkie wykrywanie niektórych kationów metali.